# La Taillée
La Taillée település Franciaországban, Vendée megyében. Lakosainak száma 551 fő (2022. január 1.). La Taillée Marans, Le Gué-de-Velluire, Le Langon, Vouillé-les-Marais és Les Velluire-sur-Vendée községekkel határos.

## Népesség
A település népességének változása:
| Lakosok száma | 556  | 575  | 587  | 581  | 571  | 561  | 551  | 554  | 551  |
|               | 2013 | 2015 | 2016 | 2017 | 2018 | 2019 | 2020 | 2021 | 2022 |